# Контан де Иври, Пьер
Пьер Контан де Иври (фр. Pierre Constant d’Ivry, 11 мая 1698, Иври-сюр-Сен — 1 октября 1777, Париж) — французский архитектор, писатель и исследователь архитектуры.
Биография Контана де Иври изучена недостаточно. Известно, что с 1728 года он учился в Королевской академии архитектуры. В 1737—1749 годах Контан де Иври «работал на корону» (essentiellement pour la Couronne) и числился архитектором принца Конти (titre d’architecte du prince de Conti), а в 1750 году стал архитектором герцога Луи-Филиппа Орлеанского, для которого перестраивал дворец Пале-Рояль в Париже (1754). Изображение этого здания после работы Контана де Иври было включено в издание Энциклопедии Дидро и Д’Аламбера в 1762 году. В 1751 году архитектор стал членом Королевской академии.
В 1757 году Контан де Иври разработал проект церкви Мадлен (Св. Марии Магдалины) поблизости от Площади Согласия. Строительство велось при Людовике XV, в честь которого оформляли площадь и её окрестности и который лично заложил первый камень будущей церкви. Проект Контан де Иври создавал по «французской схеме», образцом которой в то время была церковь Святого Людовика в Доме инвалидов — крестообразное в плане сооружение с портиками и «римским куполом», построенное Жюлем Ардуэном-Мансаром (1679—1706). После смерти д’Иври работы продолжил Кутюр, предложивший взять за образец здание Пантеона (позднее, при Наполеоне Бонапарте церковь фактически построили заново по проекту П. А. Виньона).
Одновременно с церковью Мадлен в Париже возводили главное творение архитектора Ж.-Ж. Суффло — здание церкви Св. Женевьевы (1758—1789). Контан де Иври, как и Суффло, находился под влиянием идей Марка-Антуана Ложье, выдвинувшего теорию равноценности готического и античного искусства и создания национального французского стиля архитектуры, совмещающего обе традиции. Отсюда общность композиций проектов Суффло и Контана де Иври в «греко-готическом стиле». В том же стиле в 1755 году Контан де Иври разработал проект нового римско-католического собора в Аррасе (вместо разрушенного средневекового). В годы революции и этот собор был разрушен, но восстановлен в 1834 году по планам Контана де Иври.
Стремясь, согласно концепции Марка-Антуана Ложье, «соединять все стили», Контан де Иври вошёл в историю архитектуры как мастер эклектики, отчасти его имя, славное в своё время, было позднее предано забвению.

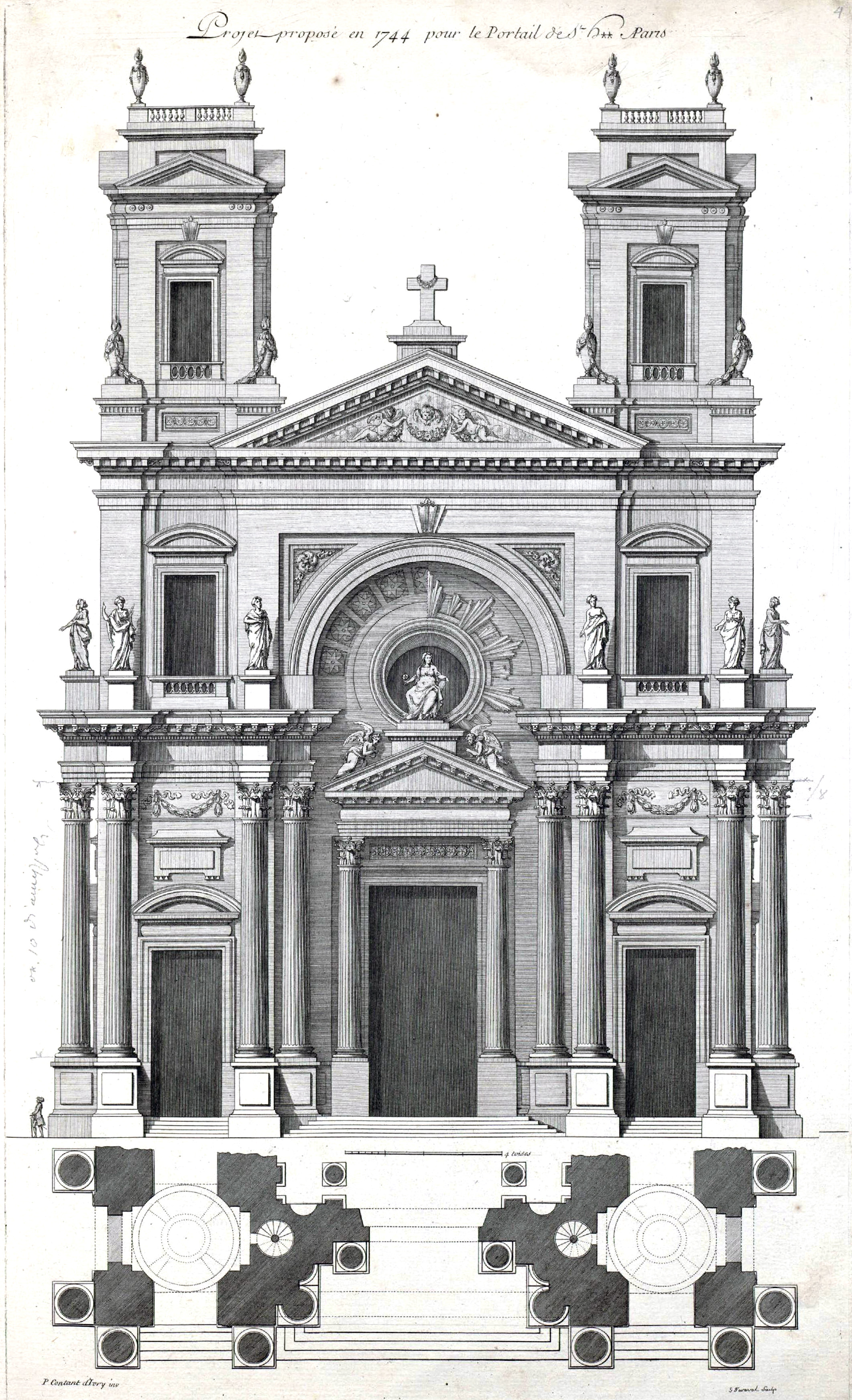
Проект фасада церкви Сент-Эсташ в Париже. 1744
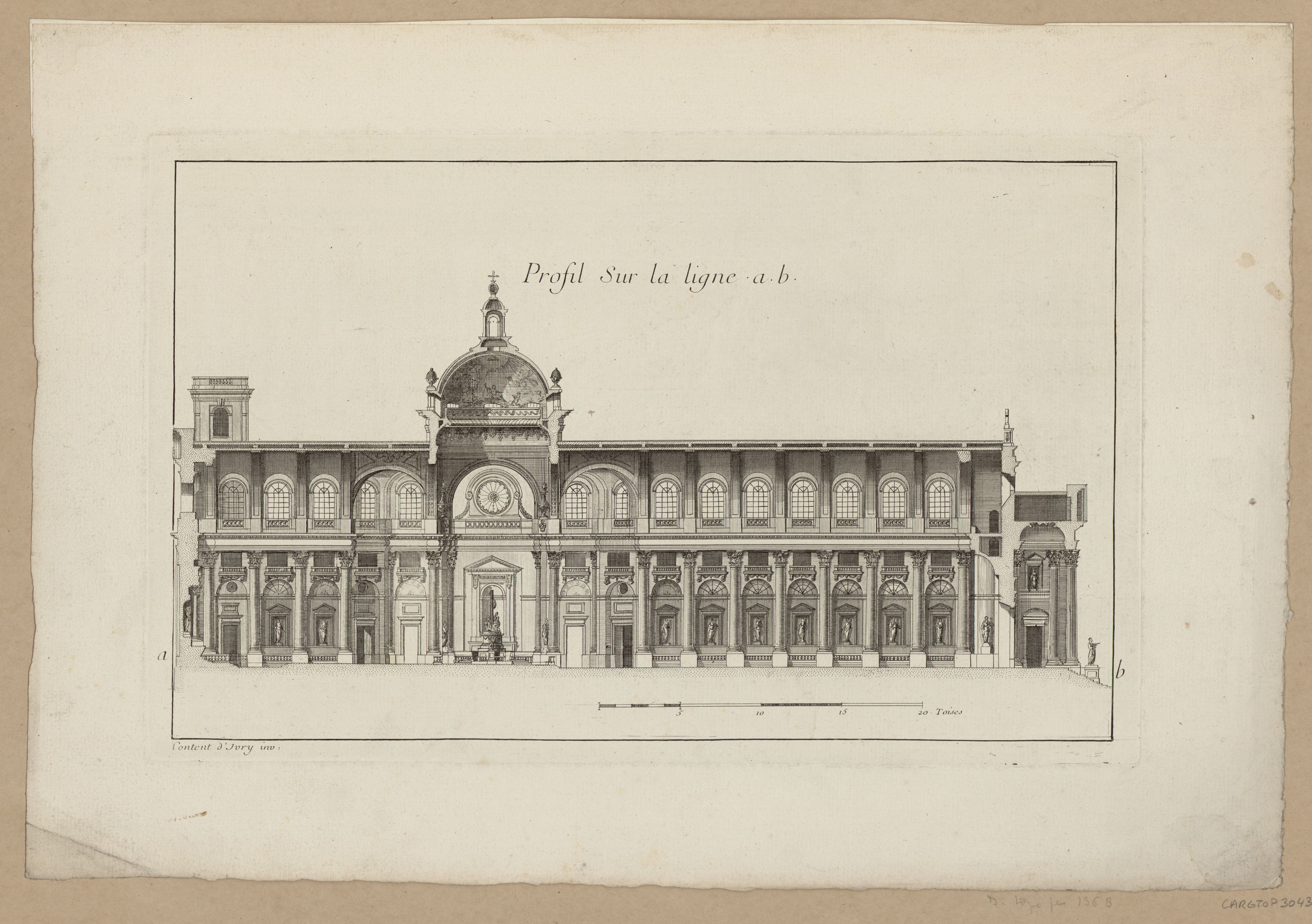
Проект церкви Мадлен в Париже. Разрез. 1757
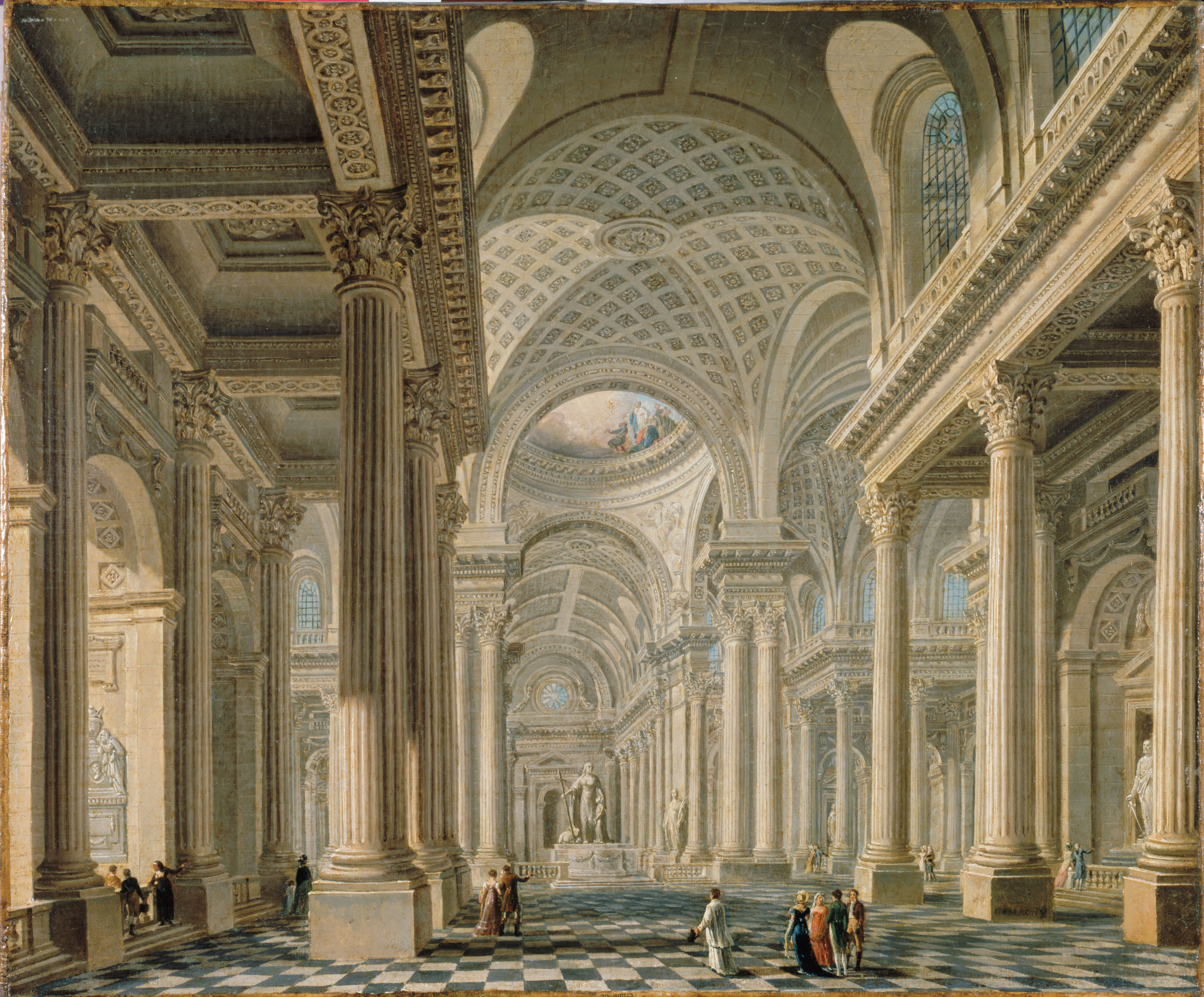
П.-А. Демаши. Интерьер церкви Мадлен в Париже. Ок. 1763. Акварель. Музей Карнавале, Париж
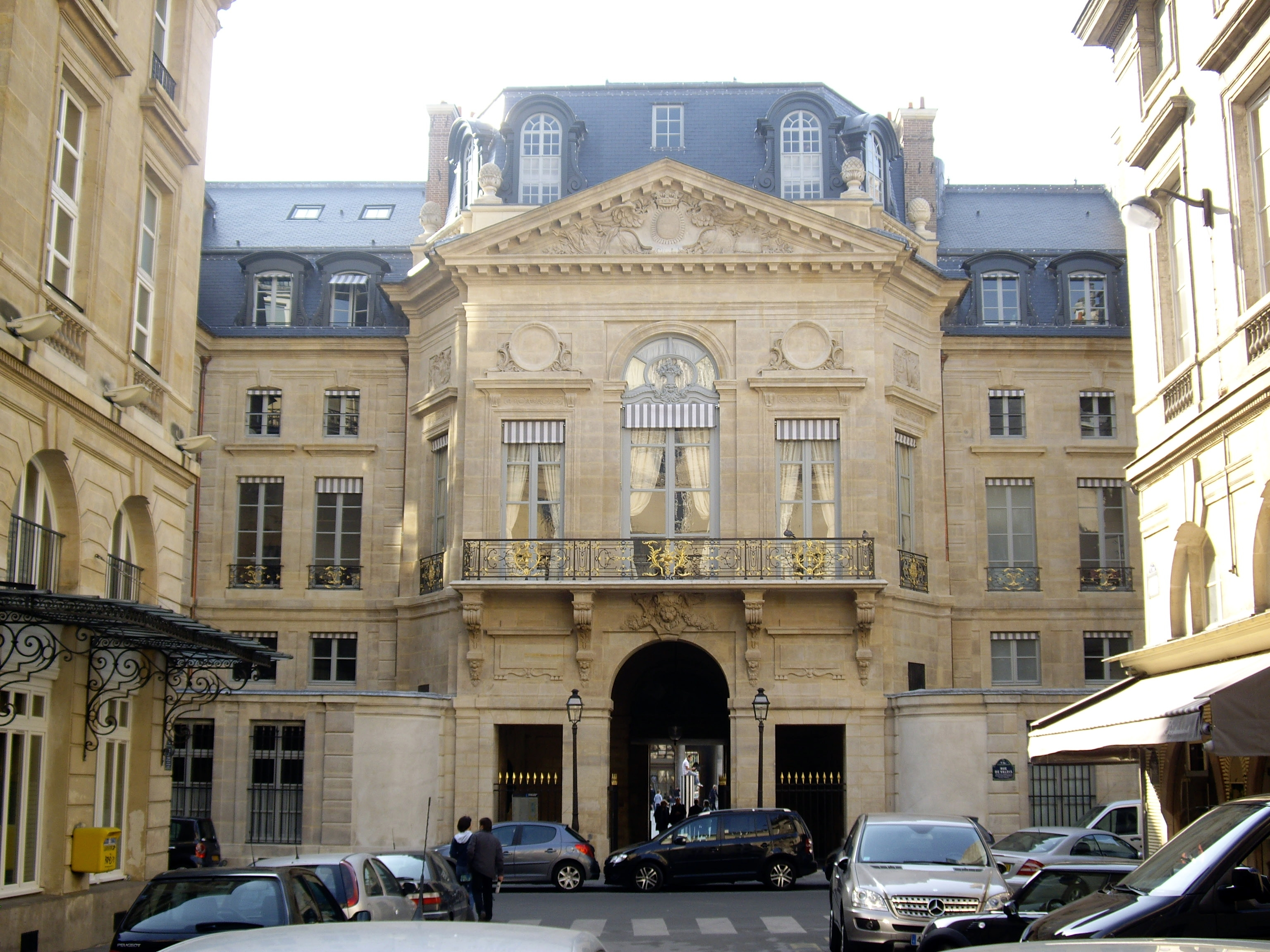
Дворец Пале-Рояль. Фасад по улице Рю-де-Валуа
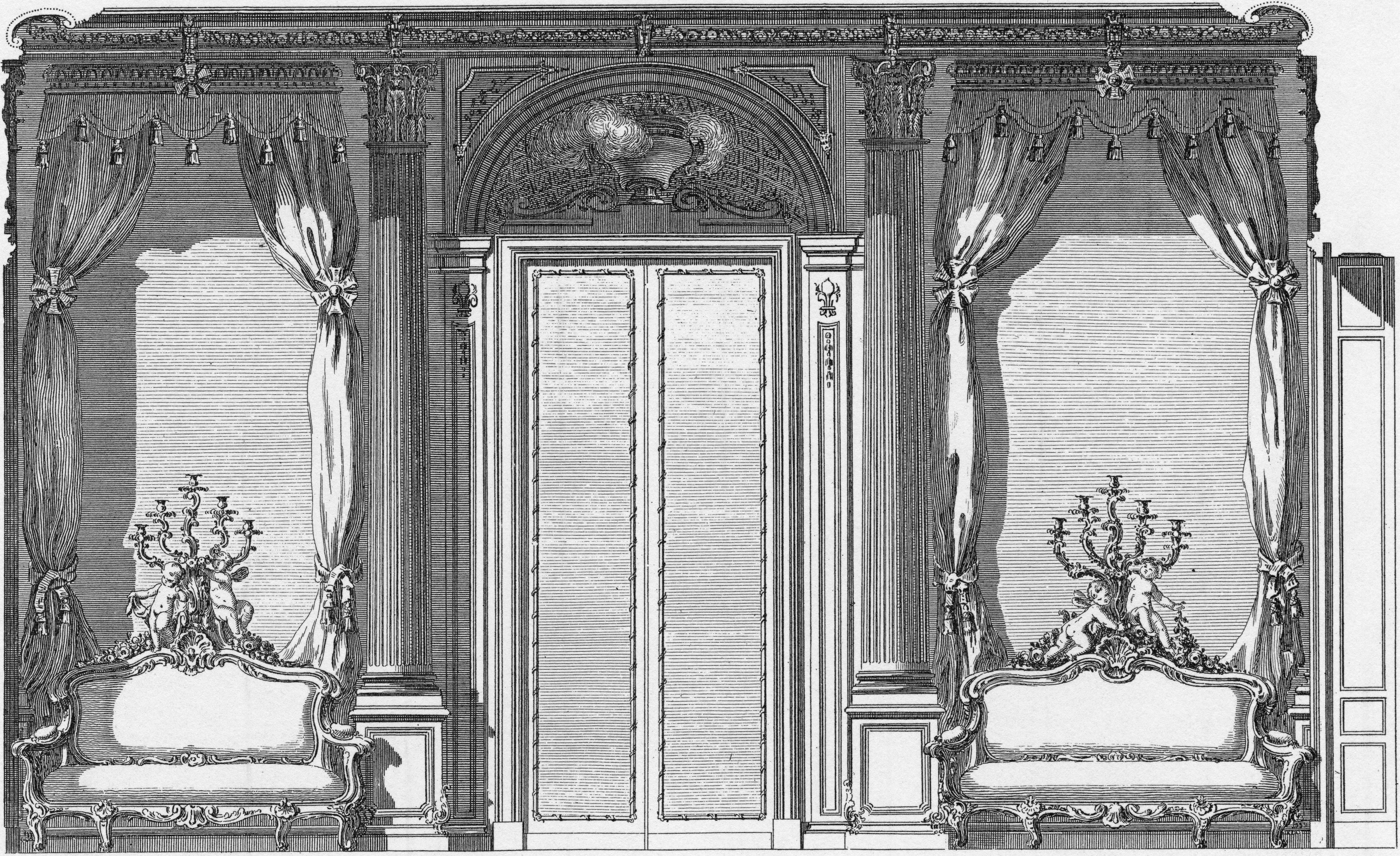
Пале-Рояль, Париж. Салон герцогини Орлеанской. 1754. Гравюра издания Энциклопедии Дидро и Д’Аламбера. 1762
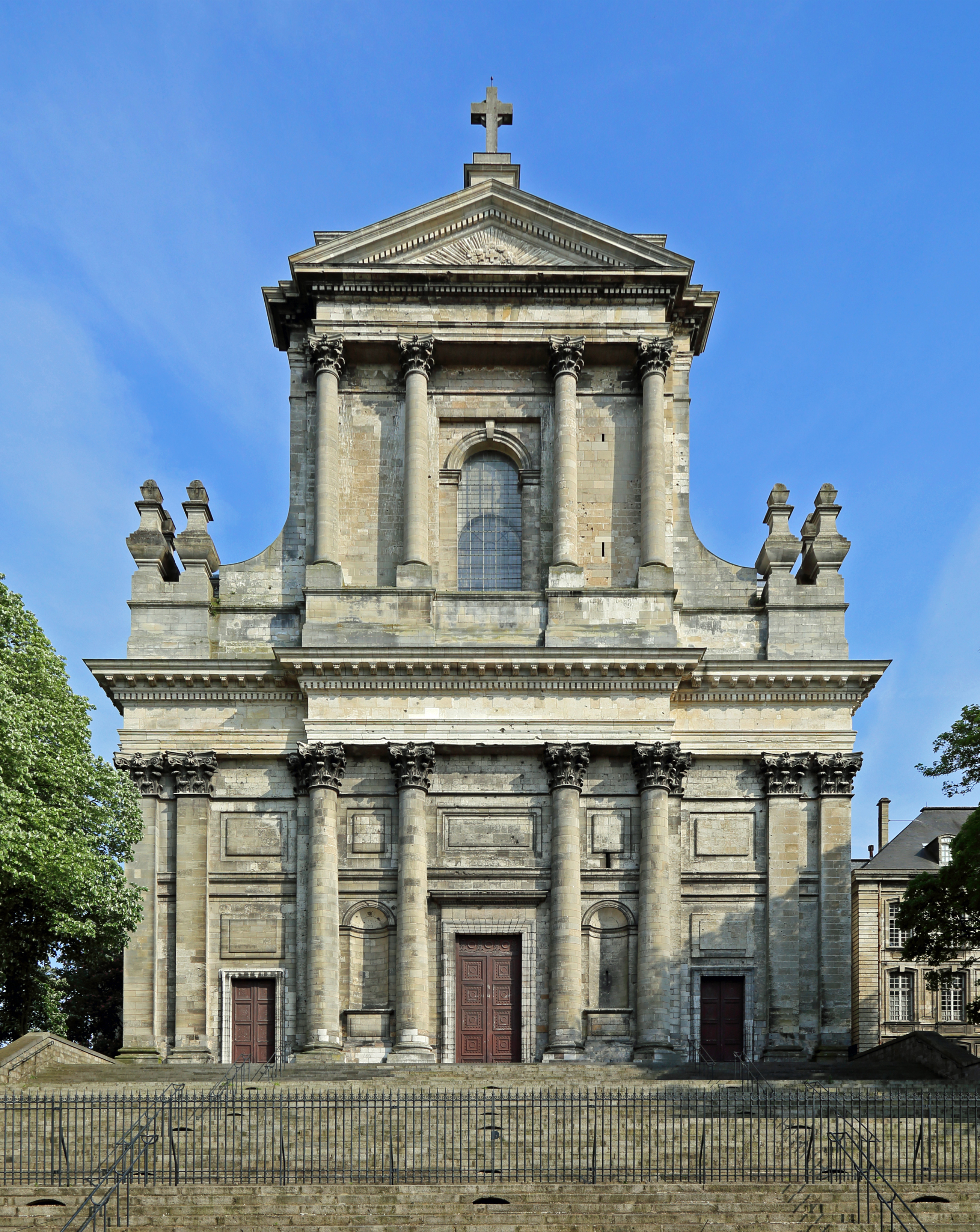
Собор Нотр-Дам в Аррасе. Проект 1755
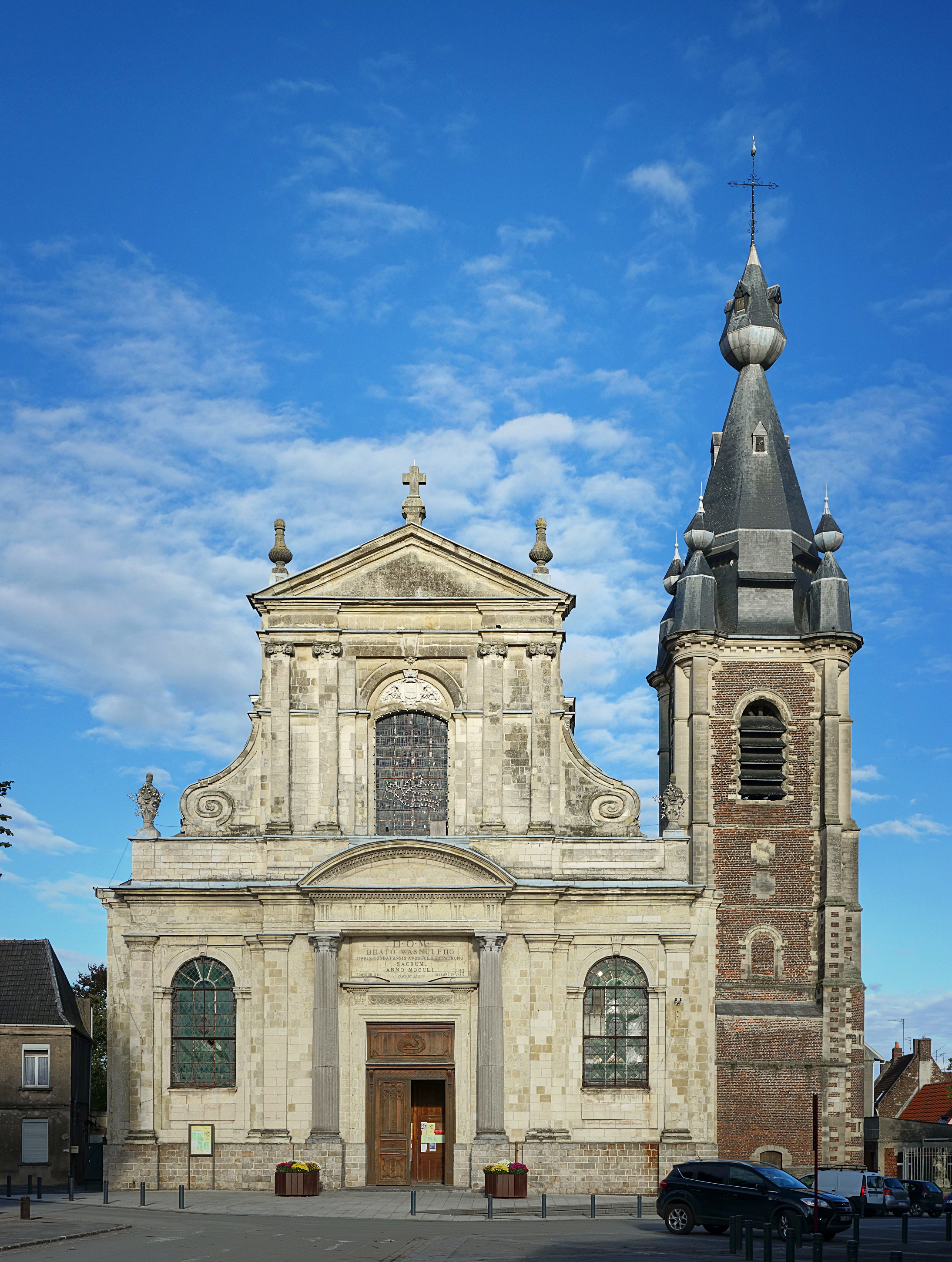
Церковь Сен-Васнон. 1621. Конде-сюр-л'Эско